# 柯琴
柯琴（？—？），字韻伯，號似峰，原籍浙江慈谿人，後遷居虞山（江蘇常熟），為《傷寒論》重要的註解者之一。

## 生平
他原為雍正、乾隆之際的儒者，工詩，好古文辭，不求仕進。因為閱讀《內經》與《傷寒論》，在方有執及喻昌的基礎上，重新整理《傷寒論》，成為清代《傷寒論》三大註解者之一。
他認為傷寒論的六經辨證，不專為傷寒而立，而是為百病立法。

## 著作
著有《傷寒論註》四卷，《傷寒論翼》二卷，《傷寒附翼》二卷，總名為《傷寒來蘇集》。